# Chatenay-Mâcheron
Pour les articles homonymes, voir Châtenay.
Chatenay-Mâcheron est une commune française située dans le département de la Haute-Marne, en région Grand Est.

## Géographie
|         | Peigney                 | Orbigny-au-Val |
| Langres | Chatenay-Mâcheron       | Saint-Maurice  |
|         | Saint-Vallier-sur-Marne |                |

### Hydrographie
La commune est dans la région hydrographique « la Seine de sa source au confluent de l'Oise (exclu) » au sein du bassin Seine-Normandie. Elle est drainée par le canal de la Marne a la Saone, la Marne, la Conduite Mouche Liez, la Liez, le ruisseau de Saint-Maurice, le Fossé 02 de Saint-Maurice, la Liez, la rigole de Prise d'Eau de la Liez, la rigole de Prise d'Eau d'Angoulevent et la rigole de Vaucouleurs,.
Le canal de la Marne à la Saône est un canal à bief de partage au gabarit Freycinet, d'une longueur de 160 km reliant les vallées de la Marne et de la Saône, géré par les Voies navigables de France.
La Marne  prend sa source sur le plateau de Langres, dans la commune de Saints-Geosmes (Haute-Marne) et se jette dans la Seine entre Charenton-le-Pont et Alfortville (Val-de-Marne) dans le quartier de Conflans-l'Archevêque.
La Conduite Mouche Liez, d'une longueur de 12 km, prend sa source dans la commune de Saint-Ciergues et se jette  dans la Liez sur la commune, après avoir traversé six communes.

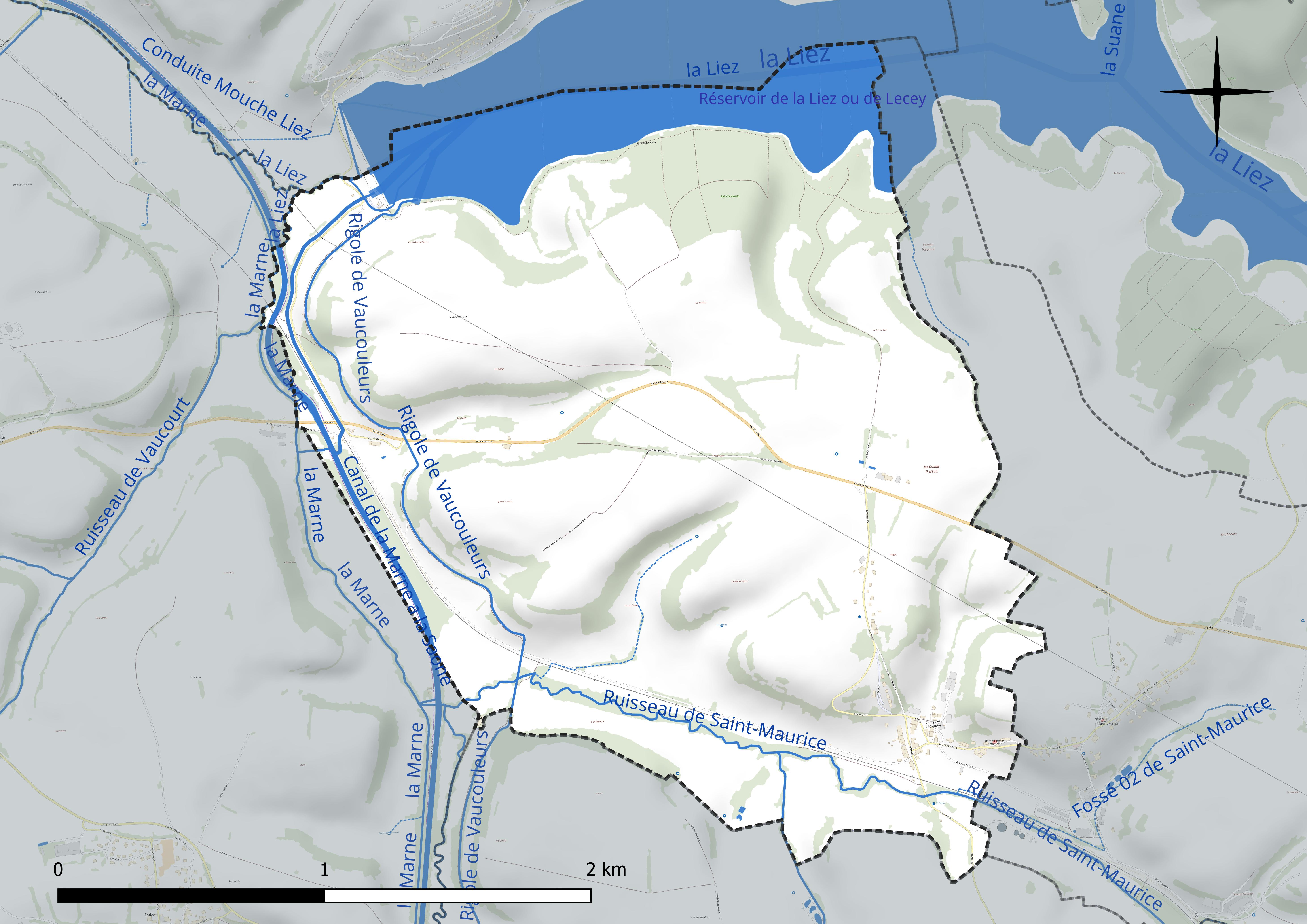
Réseau hydrographique de Chatenay-Mâcheron.

Un plan d'eau complète le réseau hydrographique : le réservoir de la Liez ou de Lecey, d'une superficie totale de 217,8 ha (52,1 ha sur la commune),.

### Climat
Pour des articles plus généraux, voir Climat du Grand Est et Climat de la Haute-Marne.
En 2010, le climat de la commune est de type climat des marges montargnardes, selon une étude du Centre national de la recherche scientifique s'appuyant sur une série de données couvrant la période 1971-2000. En 2020, Météo-France publie une typologie des climats de la France métropolitaine dans laquelle la commune est exposée à un climat océanique altéré et est dans la région climatique Lorraine, plateau de Langres, Morvan, caractérisée par un hiver rude (1,5 °C), des vents modérés et des brouillards fréquents en automne et hiver.
Pour la période 1971-2000, la température annuelle moyenne est de 9,8 °C, avec une amplitude thermique annuelle de 17,1 °C. Le cumul annuel moyen de précipitations est de 881 mm, avec 12,9 jours de précipitations en janvier et 8,7 jours en juillet. Pour la période 1991-2020, la température moyenne annuelle observée sur la station météorologique de Météo-France la plus proche, « Langres », sur la commune de Langres à 5 km à vol d'oiseau, est de 10,2 °C et le cumul annuel moyen de précipitations est de 896,1 mm. 
La température maximale relevée sur cette station est de 38,8 °C, atteinte le 25 juillet 2019 ; la température minimale est de −21,2 °C, atteinte le 2 février 1956,,.
Les paramètres climatiques de la commune ont été estimés pour le milieu du siècle (2041-2070) selon différents scénarios d'émission de gaz à effet de serre à partir des nouvelles projections climatiques de référence DRIAS-2020. Ils sont consultables sur un site dédié publié par Météo-France en novembre 2022.

## Urbanisme

### Typologie
Au 1er janvier 2024, Chatenay-Mâcheron est catégorisée commune rurale à habitat dispersé, selon la nouvelle grille communale de densité à sept niveaux définie par l'Insee en 2022.
Elle est située hors unité urbaine. Par ailleurs la commune fait partie de l'aire d'attraction de Langres, dont elle est une commune de la couronne,. Cette aire, qui regroupe 77 communes, est catégorisée dans les aires de moins de 50 000 habitants,.

### Occupation des sols
L'occupation des sols de la commune, telle qu'elle ressort de la base de données européenne d’occupation biophysique des sols Corine Land Cover (CLC), est marquée par l'importance des territoires agricoles (82,7 % en 2018), une proportion identique à celle de 1990 (82,7 %). La répartition détaillée en 2018 est la suivante :
prairies (66,6 %), terres arables (16,1 %), eaux continentales (9,1 %), forêts (5,4 %), zones urbanisées (2,8 %). L'évolution de l’occupation des sols de la commune et de ses infrastructures peut être observée sur les différentes représentations cartographiques du territoire : la carte de Cassini (XVIIIe siècle), la carte d'état-major (1820-1866) et les cartes ou photos aériennes de l'IGN pour la période actuelle (1950 à aujourd'hui).

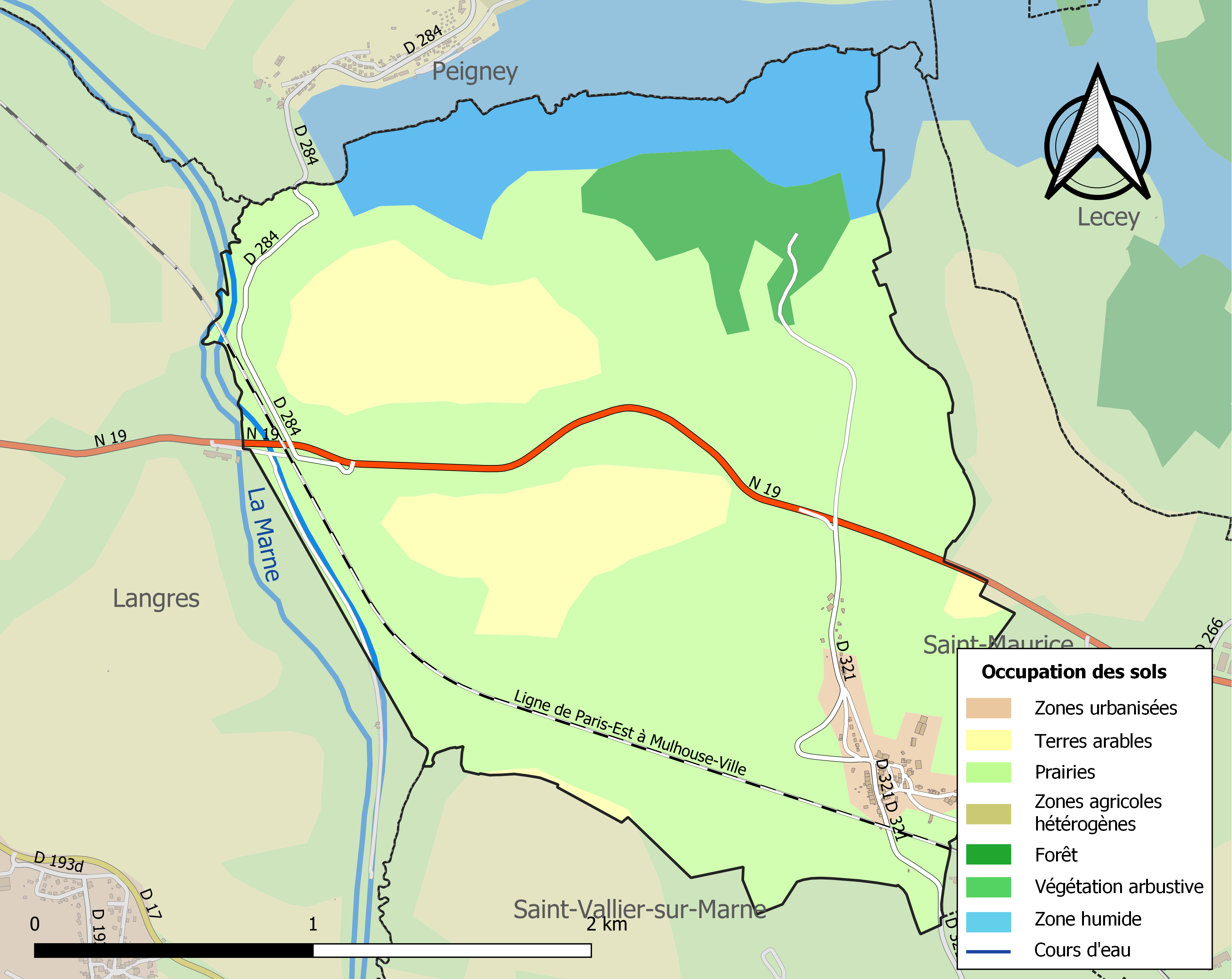
Carte des infrastructures et de l'occupation des sols de la commune en 2018 (CLC).

## Toponymie
Le nom de la localité est attesté sous les formes Catenniacum (vers 1050) ; Chategna (1189) ; Chatenay (1248) ; Chatenaium (1288) ; Chatenayum (1293) ; Chatenayum Mecheronx (1304) ; Chastenay Macherans (1336) ; Chastenay Macheroux (1488) ; Chastenay Macheron (1568) ; Chatenay Macheron (1675).

Les Latins utilisaient le mot castanea pour désigner le « châtaignier » aussi bien que son fruit. De nombreux toponymes rappellent l'existence d'un castanus (châtaignier, châtaigne) ou d'une ancienne castanetum, c'est-à-dire d'une « châtaigneraie ».

## Politique et administration

### Liste des maires
| Période                                  | Période                     | Identité        | Étiquette | Qualité       |
| ---------------------------------------- | --------------------------- | --------------- | --------- | ------------- |
| Les données manquantes sont à compléter. |                             |                 |           |               |
| 1973                                     | mars 2001                   | Georges Dangien |           | (?-?/09/2018) |
| mars 2001                                | En cours (au 30 avril 2014) | Alain Dangien   |           |               |

## Population et société

### Démographie
L'évolution du nombre d'habitants est connue à travers les recensements de la population effectués dans la commune depuis 1800. Pour les communes de moins de 10 000 habitants, une enquête de recensement portant sur toute la population est réalisée tous les cinq ans, les populations de référence des années intermédiaires étant quant à elles estimées par interpolation ou extrapolation. Pour la commune, le premier recensement exhaustif entrant dans le cadre du nouveau dispositif a été réalisé en 2008.

En 2022, la commune comptait 96 habitants, en évolution de −11,93 % par rapport à 2016 (Haute-Marne : −4,62 %, France hors Mayotte : +2,11 %).
| 1800 | 1806 | 1821 | 1831 | 1836 | 1841 | 1846 | 1851 | 1856 |
| ---- | ---- | ---- | ---- | ---- | ---- | ---- | ---- | ---- |
| 160  | 211  | 214  | 256  | 261  | 215  | 235  | 225  | 244  |

| 1861 | 1866 | 1872 | 1876 | 1881 | 1886 | 1891 | 1896 | 1901 |
| ---- | ---- | ---- | ---- | ---- | ---- | ---- | ---- | ---- |
| 220  | 220  | 205  | 206  | 246  | 181  | 174  | 173  | 185  |

| 1906 | 1911 | 1921 | 1926 | 1931 | 1936 | 1946 | 1954 | 1962 |
| ---- | ---- | ---- | ---- | ---- | ---- | ---- | ---- | ---- |
| 153  | 160  | 155  | 152  | 141  | 138  | 135  | 126  | 130  |

| 1968 | 1975 | 1982 | 1990 | 1999 | 2006 | 2008 | 2013 | 2018 |
| ---- | ---- | ---- | ---- | ---- | ---- | ---- | ---- | ---- |
| 120  | 116  | 133  | 135  | 119  | 112  | 110  | 111  | 101  |

| 2022 | - | - | - | - | - | - | - | - |
| ---- | - | - | - | - | - | - | - | - |
| 96   | - | - | - | - | - | - | - | - |

## Culture locale et patrimoine

### Lieux et monuments
Début 2017, la commune est « réputée sans clochers ».
- Le viaduc des Batailles.